# Огастас Фіцрой, 7-й герцог Графтон
Огастас Чарлз Леннокс Фіцрой, 7-й герцог Графтон KG CB (22 червня 1821 – 4 грудня 1918), до 1882 року називався лордом Огастасом Фіцроєм, був офіцером британської армії. Він був другим сином Генрі Фіцроя, 5-го герцога Графтона, та його дружини Мері Керолайн Кренфілд Берклі, дочки адмірала сера Джорджа Кренфілда Берклі.
9 червня 1847 року він одружився з Анною Бальфур (15 червня 1825 — 23 грудня 1857), донькою члена парламенту Джеймса Бальфура . Разом вони мали чотирьох дітей:
- Леді Елеонор Фіцрой (пом. 1905) вийшла заміж за Волтера Гарборда, сина Едварда Гарборда, 3-го барона Саффілда, і мала дітей.
- Генрі Джеймс Фіцрой, граф Юстон (1848 – 1912), одружився з Кейт Волш; не мали потомства.
- Альфред Фіцрой, 8-й герцог Графтон (1850 – 1930)
- Лорд Чарлз Едвард Фіцрой (1857 – 1911), одружився зі своєю далекою двоюрідною сестрою Ісмей Фіцрой, дочкою 3-го барона Саутгемптона, і мав потомство (Чарлз Фіцрой, 10-й герцог Графтон)[3].

Він помер у 1918 році у віці 97 років у Вейкфілд-Лоджі поблизу Поттерспурі, Нортгемптоншир.

## Зовнішні посилання
- Вікісховище має мультимедійні дані за темою: Augustus FitzRoy, 7th Duke of Grafton
- Hansard 1803–2005: contributions in Parliament by the Duke of Grafton

| Попередник Вільям Фіцрой, 6-й герцог Графтон | Герцог Графтон 1882—1918 | Спадкоємець Альфред Фіцрой, 8-й герцог Графтон |